# Carl Edvard Törmänen

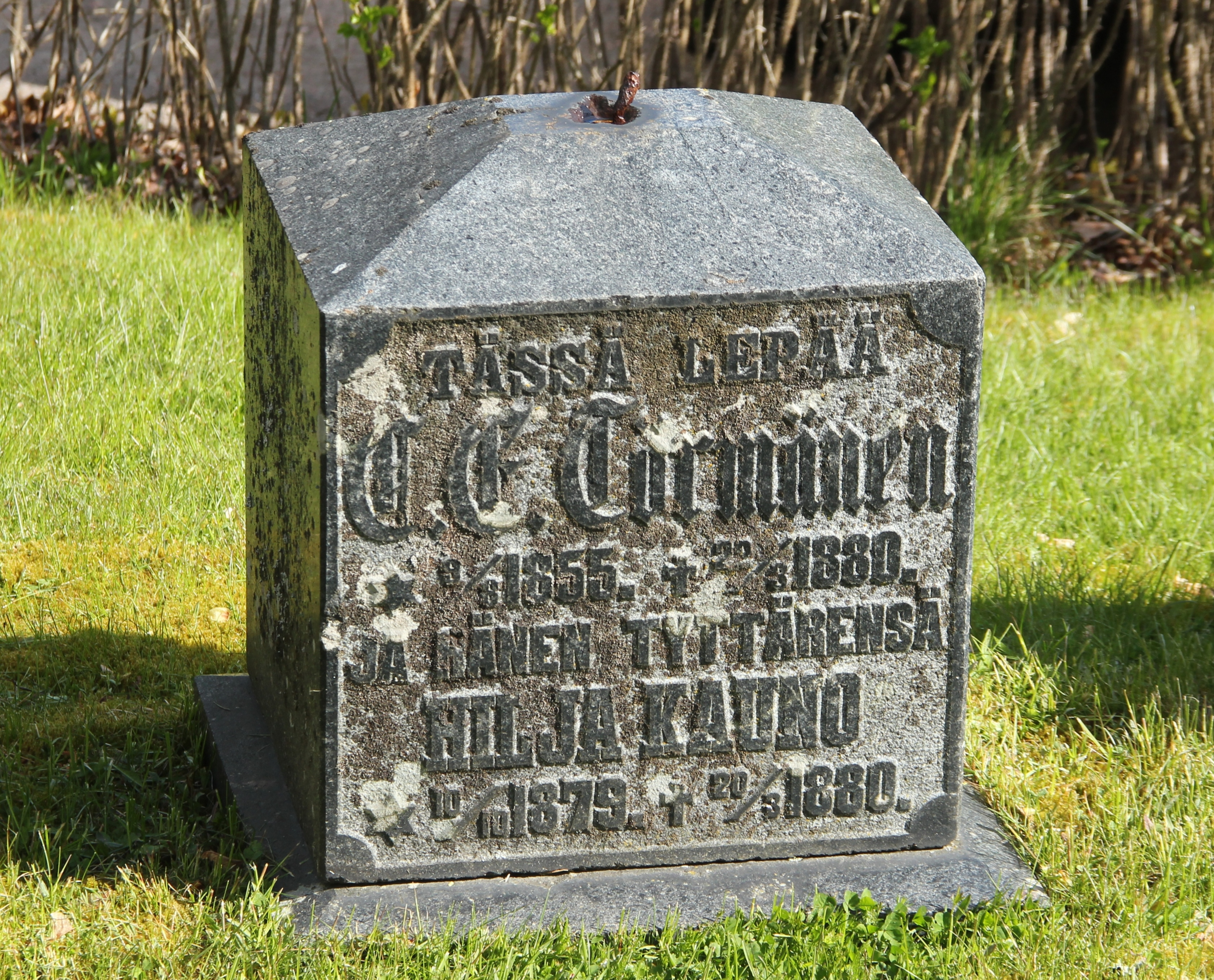
Carl Edvard Törmänens och dottern Hilja Kaunos gravvård vid Vichtis kyrka.

Carl Edvard Törmänen, född 9 augusti 1855 i Lojo, död 22 mars 1880 i Helsingfors, var en finländsk skådespelare, pjäsförfattare och översättare av teaterpjäser. Törmänen var en av Finska teatern, sedermera Finlands nationalteater, tidigaste och viktigaste skådespelare. Törmänen skrevs ofta C. Edv. Törmänen.
Törmänen var son till handelsmannen Abraham Törmänen och Maria Gustava Sjögren. Han var gift med Amanda Kajander. Parets enda barn, dottern Hilja Kauno, föddes 1879 och avled den 20 mars 1880, två dagar före Carl Edvards bortgång. Amanda Törmänen var syster till författaren Kalle Kajander och arbetade som lärare vid Tammerfors flickskola. Efter makens död flyttade hon hem till brodern i Hausjärvi.
Törmänen studerade vid Helsingfors Svenska normallyceum 1869–1873 och genast efter att ha blivit utexaminerad, sökte Törmänen anställning vid Finska teatern, som grundats året innan av syskonen Kaarlo och Emilie Bergbom. Till Kaarlo Bergbom skrev Törmänen i ett brev: "Min enda önskan är att bli skådespelare" och eftersom teatern hade svårt att få tag på finskspråkiga skådespelare, lät Bergbom provanställa den då 19-årige Törmänen. Törmänen kom dock inte att få några betydande roller som skådespelare, utan fick nöja sig med komiska biroller. Desto mer ansvarsfulla uppgifter erhöll Törmänen som kassaansvarig och på grund av sin finskspråkighet blev han en central gestalt inom den unga teatern.
Sitt stora avtryck i teaterhistorien satte Törmänen som översättare av teaterns pjäser och fram till sin bortgång översatte han ett tjugotal pjäser, vilket motsvarade nästan hela teaterns repertoar för 1870-talet. Huvudsakligen översatte Törmänen komedier och sångpjäser, men också några klassiker, såsom Henrik Ibsens Hærmændene paa Helgeland som i finsk översättning blev Helgelannin sankari. Törmänen lämnade Finska teatern 1878 för att på heltid översätta teaterpjäser. Tillsammans med Kaarlo Bergbom omarbetade Törmänen diverse pjäser, såsom August Korhonens Orpo som i deras tappning blev Kallaveden rannalla, vilken uppfördes på teatern 1878.
Privat led Törmänen av alkoholproblem och avled av bröstsjuka (tuberkulos) 1880. Till Törmänens minne namngavs en park efter honom i stadsdelen Haga i Helsingfors 1994.